# Roger Sessions
Roger Huntington Sessions (28. december 1896 i Brooklyn , New York – 16. marts 1985 i Princeton , New Jersey) var en amerikansk komponist.
Har skrevet 9 symfonier og to operaer samt en violinkoncert, en klaverkoncert, og orkestermusik.
Han fulgte tidens strømninger og anvendte i sin violinsonate fra 1953 tolvtonesats for første gang, men forskrev sig dog aldrig til denne teknik. Sessions er en af Amerikas mest originale Komponister gennem tiden , og har undervist mange af eftertidens Komponister.

## Udvalgte værker
- Symfoni nr. 1 (1927) - for orkester
- Symfoni nr. 2 (1946) - for orkester
- Symfoni nr. 3 (1957) - for orkester
- Symfoni nr. 4 (1958) - for orkester
- Symfoni nr. 5 (1964) - for orkester
- Symfoni nr. 6 (1966, Rev. 1977) - for orkester
- Symfoni nr. 7 (1967) - for orkester
- Symfoni nr. 8 (1968) - for orkester
- Symfoni nr. 9 (1978-1980) - for orkester
- Koncert (1981) - for orkester
- Violinkoncert (1935) - for violin og orkester
- Klaverkoncert (1956) - for klaver og orkester
- "De sorte masker" (1928) (Orkester suite) - for orkester
- "Rapsodi" (1970) - for orkester
- "Montezuma" (1940-1963) - opera
- "When Lilacs Last In The Dooryard Bloom´d" (1971) - Rekviem
- 2 Strygekvarteter (1936, 1951)
- "Sider fra en dagbog" (1940) - for klaver